# Nils Stolpe
Nils Thorfinn Stolpe, född 26 mars 1903 i Kangasniemi, död 21 september 1985 i Esbo, var en finländsk militär och forstmästare.
Stolpe blev student 1922, genomgick kadettskola 1924, var yrkesofficer vid Jägarartilleriregementet 1924–1928, blev forstmästare 1931, blev distriktschef vid Sordavala skola 1931 och erhöll avsked 1933, blev e.o. forstmästare i Evois forstrevir 1933, var revirforstmästare vid Pitkäranta oy 1934–1936, vid Kaukas ab 1936–1949, flottningschef vid Kymmene flottningsförening 1949–1954 och skogschef vid Kaukas ab från 1954. Han var inspektör för folkförsörjningsministeriets trävaruanskaffning i Östra Finland 1945 och byråchef 1946. Han var medlem av stadsfullmäktige i Nyslott 1945–1947. Han blev fänrik 1924, löjtnant 1926, kapten 1933 och major i avsked 1942. Han var även forstråd.